# アメリカ教会への感謝状
アメリカ教会への感謝状（アメリカきょうかいへのかんしゃじょう、Formal Message of Appreciation to American Churches）は、日本のキリスト教会から、アメリカ合衆国のキリスト教会におくられた感謝状。
感謝状は1941年4月20日から4月25日にカリフォルニア州リバーサイドで開催された、リバーサイド日米キリスト者会議で贈られた。この会議に遣米平和使節団として派遣されたのは、阿部義宗、小崎道雄、松山常次郎、賀川豊彦と補佐の小川清澄、斉藤惣一、河井道、湯浅八郎、ウィリアム・アキスリングである。
この感謝状は、アメリカがプロテスタント宣教の初期から日本に宣教師を派遣し、日本人をキリスト教信仰に導き、日本にキリスト教の基礎をおくことを可能とし、財政的援助、祈り、励ましを与えてくれたことに対し、心からの感謝を表明している。
日本基督教団がこの3年後に「日本基督教団より大東亜共栄圏に在る基督教徒に送る書翰」を発表した理由は、アメリカ教会への感謝状をおくったのと同様に、日本基督教団がアメリカのキリスト教会を母教会とするアメリカ系の教会だからである。